# Labyrinth (Elisa)
Labyrinth è un singolo rock alternativo di Elisa del 1997, il secondo estratto dal suo album d'esordio Pipes & Flowers.
Nel 2003 la canzone è stata pubblicata anche in versione acustica nell'album Lotus, mentre nel 2006 è stata inclusa nel primo greatest hits della cantautrice, Soundtrack '96-'06.

## Il singolo
Il singolo non è stato messo in vendita su compact disc in Italia, ma è uscito in un vinile da 12" contenente diverse versioni della canzone nonché il singolo precedente, Sleeping in Your Hand. La canzone è uscita in radio nella seconda metà del 1997: a tale scopo sono stati distribuiti due dischi promozionali, uno dei quali, come il vinile, contiene alcune versioni alternative opera del duo Urbanatribù.
All'estero il singolo è uscito in due versioni (con due e tre tracce) in Germania e nei Paesi Bassi. Sono inoltre stati pubblicati un promo in Francia, e un extended play sempre promomozionale in Germania, nei Paesi Bassi e in Danimarca.

## Video musicali
Per la canzone sono stati realizzati due video musicali; in entrambi la canzone è presente nella versione radio edit.
Nel primo, girato da Barry Maguire e prodotto da Dreamchaser Productions, Elisa canta davanti a scenografie giallastre e verdastre con fumi e foglie in terra (un vago riferimento al testo), intenta a lavarsi le braccia "sporcate" da scritte tratte dal testo della canzone (alcune sono in italiano). Questo video è stato poi incluso nel DVD dell'edizione a due dischi della raccolta Soundtrack '96-'06.
Nel secondo, girato da Alex Infascelli e prodotto da X-film, l'artista canta davanti a scenografie con colorazioni blu piene di tubi, dentro i quali entra la visuale virtuale nei momenti non cantati; questo video richiama decisamente alcune immagini pubblicate nel booklet dell'album nonché il titolo dell'album stesso.

## Tracce
Tutti i brani sono di Elisa Toffoli (musica e testo) e Catherine Marie Warner (testo), eccetto dove indicato.
12" ZAC 268 (Italia)
A1. Labyrinth (Remix Extended) - 4:52

A2. Labyrinth (Radio Cut) - 3:15

B1. Labyrinth (Instrumental Extended) - 4:52 (E. Toffoli)

B2. Sleeping in Your Hand (Mark Saunders Remix) - 3:43 (E. Toffoli, C. M. Warner - E. Toffoli, C. Rustici)
CDS 569 396-2 (Germania, Paesi Bassi)
1. Labyrinth (Radio Edit) - 4:04
2. Tell Me (Album Version) - 5:06 (E. Toffoli, B. Fraser - E. Toffoli)

CDS 569 397-2 (Germania, Paesi Bassi)
1. Labyrinth (Radio Edit) - 4:04
2. Tell Me (Album Version) - 5:06 (E. Toffoli, B. Fraser - E. Toffoli)
3. Labyrinth (Remix) - 3:13

CD promo INS 006 (Italia)
CD promo LC0268 (Francia)
1. Labyrinth - 4:57

CD promo INS 011 (Italia)
1. Labyrinth (Remix Extended) - 4:52
2. Labyrinth (Radio Cut) - 3:15
3. Labyrinth (Instrumental Extended) - 4:52 (E. Toffoli)
4. Sleeping in Your Hand (Mark Saunders Remix) - 3:43 (E. Toffoli, C. M. Warner - E. Toffoli, C. Rustici)

CD EP promo 567 451-2 (Germania, Paesi Bassi, Danimarca)
1. Labyrinth - 4:57
2. Sleeping in Your Hand - 4:22 (E. Toffoli, C. M. Warner - E. Toffoli, C. Rustici)
3. A Feast for Me - 5:11 (E. Toffoli, C. M. Warner - E. Toffoli, C. Rustici)
4. Mr. Want - 4:11 (E. Toffoli, C. M. Warner - E. Toffoli, C. Rustici)

## Versioni del brano
1. Labyrinth (Remix) (3:13), versione inedita in Italia.
2. Labyrinth (Radio Cut) (3:15)
3. Labyrinth (Radio Edit) (4:04), versione che accompagna il video.
4. Labyrinth (Remix Extended) (4:52)
5. Labyrinth (Instrumental Extended) (4:52)
6. Labyrinth (4:56), versione acustica contenuta in Lotus.
7. Labyrinth (4:57), contenuta in Pipes & Flowers.
8. Labyrinth (Michael Brauer Mix) (5:00), versione inedita in Italia inclusa nella raccolta Elisa.